# Sismo de Portugal de 2024
O Sismo de Portugal de 2024 ocorreu no dia 26 de agosto de 2024 e fez-se sentir em Portugal, Espanha, Gibraltar e Marrocos. O sismo, com magnitude 5,3 na escala de Richter, segundo o Instituto Português do Mar e da Atmosfera (IPMA), ocorreu às 05:11 (horário local) e o epicentro deu-se a 58km a Oeste de Sines. Foram registadas, nas horas seguintes, nove réplicas de pequena magnitude. Segundo a Universidade de Aveiro, os prejuízos rondam os 10 milhões de euros.